# Myopa cingulata
Myopa cingulata är en tvåvingeart som beskrevs av Fabricius 1794. Myopa cingulata ingår i släktet Myopa och familjen stekelflugor. Inga underarter finns listade i Catalogue of Life.